# سينواتششمه (مقاطعة تشالوس)
سينواتششمه (بالفارسية: سینواچشمه) هي قرية تقع في قسم كلارستاق الشرقي الريفي (مقاطعة تشالوس) في إيران. يقدر عدد سكانها بـ 432 نسمة بحسب إحصاء 2016.